# Милан Калабић (млађи)
Милан Калабић (Ваљево, 3. август 1930]] — Блажуј, [[25. мај|25. или 26. мај 1945) је био једини син потпуковника Николе Калабића и унук Милана Калабића. За време Другог светског рата се налазио у редовима Југословенске војске у Отаџбини.

## Биографија
Рођен је 3. августа 1930. године у Ваљеву, као близанац са сестром Мирјаном. Били су деца Николе Калабића и Борке. Његов деда по којем је добио име, био је Милан Калабић, жандармеријски официр Краљевине Југославије. Породица је брзо по рођењу близанаца прешла у Београд, где је Николе добио прву катастарску службу. Касније се враћају у Ваљево, пошто Николе ту постаје начелник Катастарске управе.
Средином децембра 1942. године, припадници Српске државне страже и Српског добровољачког корпуса су ухапсили Николину кћерку Мирјану, мајку Јоку и сестру Ангелину, које одводе у Бањички логор. Милан је, иако још дете, схватио шта се дешава и успео је да побегне пре хапшења, тако да га отац дуго није могао пронаћи.
У јесен 1943. године, породица је поново била на окупу. Од тада је Милан највећи део времена проводио уз оца, тада команданта Корпуса Горске краљеве гарде Југословенске војске у Отаџбини. Заједно су пролазили и кроз Босанску голготу и битку на Зеленгори. Након тешких страдања његових снага, Никола Калабић је свог сина поверио свештенику Миру Глушцу, који је био благајник једне бригаде у саставу Горске гарде.
Архимандрит Јован Радосављевић је забележио сведочење свештеника Новака Станојевића из Фоче, да су Глушац и Милан Калабић заробљени од партизана [[25. мај|25. или 26. маја 1945. године, а потом стрељани у селу Блажуј.